# Frederick Fyvie Bruce
Frederick Fyvie Bruce, spesso citato come F.F. Bruce (Elgin, 12 ottobre 1910 – Buxton, 11 settembre 1990), è stato un biblista britannico.

## Biografia e carriera
Bruce ha effettuato i suoi studi all'università di Aberdeen (dove si è laureato nel 1932) e poi al Gonville and Caius College a Cambridge, dove ha conseguito il Master of arts nel 1934. Ha quindi studiato per un anno all'università di Vienna, dove è stato allievo di Paul Kretschmer. Nel 1936 ha sposato Annie Bertha Davidson, detta Betty, da cui ha avuto due figli, un maschio e una femmina. Dopo avere insegnato greco prima all'università di Edimburgo e poi all'università di Leeds, nel 1947 è stato nominato direttore del Dipartimento di Storia e Letteratura biblica all'università di Sheffield. Nel 1957 ha ricevuto dall'università di Aberdeen il Doctor of Divinity ad honorem. Nel 1959 si è trasferito all'università di Manchester, dove è stato nominato professore di Critica ed esegesi biblica. Si è ritirato dall'insegnamento nel 1978.
Durante la sua carriera, Bruce ha scritto circa quaranta libri e numerosi articoli ed è stato curatore editoriale delle riviste The Evangelical Quaterly e Palestine Exploration Quaterly.